# Wera Jewgenjewna Basarowa
Wera Jewgenjewna Basarowa (russisch Вера Евгеньевна Базарова; * 28. Januar 1993 in Jekaterinburg) ist eine russische Eiskunstläuferin, die im Paarlauf startet.
Ihr Partner ist Juri Larionow. Das Paar Basarowa/Larionow trainiert bei Ljudmila Kalinina in Perm und startet für Orlenok Perm. Zuvor trainierten sie bei Andrei Chekalo.
Ihr internationales Debüt bei den Senioren hatten die Junioren-Vizeweltmeister Basarowa und Larionow bei Skate America 2007, wo sie auf Anhieb die Bronzemedaille gewinnen konnten. Basarowa/Larionow dominierten in der Saison 2007/08 die Junioren-Grand-Prix-Serie und gewannen auch deren Finale. Aufgrund eines positiven Dopingtests Larionows vor dem Finale wurde dem Paar die Goldmedaille allerdings wieder aberkannt und Basarowa/Larionow für 18 Monate gesperrt. Für die Saison 2009/10 kehrten sie wieder zurück und bestritten als Dritte der russischen Meisterschaften ihr Debüt bei Welt- und Europameisterschaften sowie Olympischen Spielen. Sie wurden bei der EM Fünfte, bei der WM Achte und bei den Olympischen Spielen Elfte. 2011 gewannen Basarowa/Larionow bei der Europameisterschaft in Bern mit Bronze ihre erste Medaille bei großen Meisterschaften. Die Weltmeisterschaft in Moskau beendeten sie auf dem fünften Platz.
Im Dezember 2011 wurden Basarowa und Larionow erstmals russische Meister, allerdings in Abwesenheit der beiden favorisierten russischen Paare. Bei der Europameisterschaft in Sheffield gewannen sie in Abwesenheit von Aljona Savchenko und Robin Szolkowy sowie Juko Kawaguti und Alexander Smirnow, die Silbermedaille hinter ihren Landsleuten Tatjana Wolossoschar und Maxim Trankow. Dabei stellten sie neue persönliche Bestleistungen in beiden Segmenten und der Gesamtleistung auf. Bei der Weltmeisterschaft in Nizza erreichten sie den sechsten Platz.

## Ergebnisse

### Paarlauf
(mit Juri Larionow)
| Wettbewerb / Jahr              | 2007  | 2008  | 2009  | 2010  | 2011  | 2012  | 2013  |
| ------------------------------ | ----- | ----- | ----- | ----- | ----- | ----- | ----- |
| Olympische Winterspiele        |       |       |       | 11.   |       |       |       |
| Weltmeisterschaften            |       |       |       | 8.    | 5.    | 6.    | 7.    |
| Europameisterschaften          |       |       |       | 5.    | 3.    | 2.    |       |
| Juniorenweltmeisterschaften    | 2.    |       |       |       |       |       |       |
| Russische Meisterschaften      | 7.    | 6.    |       | 3.    | 3.    | 1.    |       |
| –                              |       |       |       |       |       |       |       |
| Grand-Prix-Wettbewerb / Saison | 06/07 | 07/08 | 08/09 | 09/10 | 10/11 | 11/12 | 12/13 |
| Grand-Prix-Finale              |       |       |       |       | 5.    |       | 2.    |
| Skate America                  |       |       |       |       |       | 5.    |       |
| Cup of Russia                  |       |       |       |       |       |       | 2.    |
| Trophée Eric Bompard           |       |       |       |       | 2.    | 2.    |       |
| NHK Trophy                     |       |       |       |       | 2.    |       | 1.    |